# Dominik Sadzawicki
Dominik Sadzawicki (ur. 19 kwietnia 1994 w Poznaniu) – polski piłkarz, występujący na pozycji obrońcy. Syn Krzysztofa Sadzawickiego.

## Kariera klubowa
Sadzawicki rozpoczął swoją karierę w małym klubie MKS Sławków. Na początku 2006 roku przeniósł się do Zagłębia Sosnowiec, gdzie występował tylko w drużynach młodzieżowych. Latem 2008 roku został graczem Gwarka Zabrze, gdzie trzy lata później włączono go do kadry pierwszego zespołu.
Na początku 2013 roku Sadzawicki podpisał kontrakt z pierwszoligowym wówczas GKS-em Katowice. W nowych barwach oficjalnie zadebiutował 10 marca podczas wygranego 1:0 spotkania z ŁKS-em Łódź, wychodząc w podstawowym składzie i grając przez pełne 90 minut. W sumie w Katowicach spędził półtora roku, występując w sumie w 26 meczach.
W czerwcu 2014 roku Sadzawicki trafił na testy do Górnika Zabrze. Ostatecznie w Zabrzu już pozostał i 15 lipca podpisał trzyletnią umowę. 21 lipca rozegrał pierwsze spotkanie w Ekstraklasie, zastępując kontuzjowanego Ołeksandra Szeweluchina w 16. minucie wygranego 2:0 spotkania z Cracovią.

## Statystyki kariery
Aktualne na 19 grudnia 2015 roku
| Klub              | Sezon                 | Liga                  | Liga  | Liga   | Puchar Polski | Puchar Polski | Liga Europy | Liga Europy | Suma  | Suma   |
| Klub              | Sezon                 | Liga                  | Mecze | Bramki | Mecze         | Bramki        | Mecze       | Bramki      | Mecze | Bramki |
| ----------------- | --------------------- | --------------------- | ----- | ------ | ------------- | ------------- | ----------- | ----------- | ----- | ------ |
| GKS Katowice      | 2012/13               | I liga                | 15    | 0      | 0             | 0             | –           | –           | 15    | 0      |
| GKS Katowice      | 2013/14               | I liga                | 10    | 0      | 1             | 0             | –           | –           | 11    | 0      |
| GKS Katowice      | Ogółem w GKS Katowice | Ogółem w GKS Katowice | 25    | 0      | 1             | 0             | 0           | 0           | 26    | 0      |
| Górnik Zabrze     | 2014/15               | Ekstraklasa           | 21    | 0      | 1             | 0             | –           | –           | 22    | 0      |
| Górnik Zabrze     | 2015/16               | Ekstraklasa           | 6     | 0      | 1             | 0             | –           | –           | 7     | 0      |
| Górnik Zabrze     | Ogółem w Górniku      | Ogółem w Górniku      | 27    | 0      | 2             | 0             | –           | –           | 29    | 0      |
| Ogółem w karierze | Ogółem w karierze     | Ogółem w karierze     | 52    | 0      | 3             | 0             | 0           | 0           | 55    | 0      |